# Tipula uenoi
Tipula uenoi är en tvåvingeart som beskrevs av Alexander 1930. Tipula uenoi ingår i släktet Tipula och familjen storharkrankar. Inga underarter finns listade i Catalogue of Life.